# Ocean (cançó de Martin Garrix)
Ocean és una cançó del productor i DJ holandès Martin Garrix, conjuntament amb les vocals del cantautor nord-americà Khalid. Escrita per Khalid, Dewain Whitmore Jr., Ilsey Juber i els productors de la cançó Martijn Garritsen (Martin Garrix) i Giorgio Tuinfort. La cançó va ser publicada a la discogràfica STMPD RCRDS el 15 de juny de 2018, conjuntament amb el seu videoclip.

## Rerefons
A l'octubre del 2017, Khalid va tuitar a Garrix fent referència a un fan que havia demanat una col·laboració entre els dos. Després que les dues parts confirmessin la col·laboració a diferents emisores radiofòniques i entregues de premis el dia 11 de juny es va fer oficial la col·laboració conjuntament amb el nom, data i portada de publicació.

## Recepció crítica
Després del llençament del tema Martin Garrix va ser durament criticat per part de la societat EDM (també les pàgines més importants de música electrònica a nivell mundial) titllant la cançó d'allunyar-se de la música electrònica i li van retreure que tan sols estava buscant popularitat. Martin Garrix en diverses ocasions ha explicat que li agrada variar d'estil, ja que fer sempre el mateix no el motiva i que li agrada experimentar amb nous estils. La següent publicació "High On Life" (amb Bonn) van calmar una mica els ànims, ja que es tracta d'una cançó completament electrònica i va ser molt ben rebuda per la societat EDM, en concret pels fans del progressive house.

## Equip de producció
Aquest va ser l'equip que va fer possible la composició, escriptura i producció d'"Ocean":
- Martin Garrix - producció, composició, tècnic de mescla
- Khalid - vocals
- Giorgio Tuinfort – producció i composició
- Denis Kosiak – tècnic d'estudi, producció de vocals